# عثمان الإدريسي
عثمان الإدريسي (7 أغسطس 1999 بمراكش)، هو لاعب مغربي دولي لكرة الصالات.

## سيرة شخصية

### مهنة النادي
ولد عثمان الإدريسي في مراكش وظهر لأول مرة في عام 2018 في الكوكب مراكش في الدوري المغربي الدرجة الثانية. وبعد موسم واحد، صعد النادي إلى الدرجة الأولى.
في عام 2021، انضم إلى نادي اللوكوس القصر الكبير في الدوري المغربي الدرجة الاولى لكرة الصالات. وفاز في 30 مايو 2022 بنهائي كأس العرش 2021-22 على حساب شباب المحمدية بعد الوقت الإضافي بنتيجة (5-3). في مايو 2023، وصل إلى نهائي كأس العرش، لكن هذه المرة خسر النادي أمام نادي صقر أكادير بنتيجة (6-2 بعد الوقت الإضافي) في الرباط.

### مهنة دولية
في عام 2020، أستدعي للعب مع منتخب المغرب تحت 23 سنة، عندما شارك معه في مباريات ودية ضد أندية محلية تحت قيادة المدرب محمد المعوني. بين فبراير وأبريل 2021، شارك في دورة إعدادية بمدينة سلا مع منتخب المغرب تحت 23 سنة. وكانت أول مباراة دوليه له مع منتخب المغرب تحت 23 سنة كانت ضد منتخب البنما في 25 مارس 2021، وفازوا بالمباراة بنتيجة 8-2، وشارك في مباراتين وديتين بعد ذلك.
وفي ديسمبر 2022، استدعي للعب مع المنتخب المغربي الأول، في مواجهة ودية ضد منتخب لاتفيا. وفاز المغرب في المباراتين (9-2 ثم 7-2)، وشارك عثمان فقط في المباراة الثانية. وفي 2 مارس 2023، لعب مباراته الدولية الثانية أمام منتخب العراق في الرباط. في 7 مارس ضد إستونيا، سجل أول هدفين دوليين له (الفوز 10-0).
استدعاه هشام دجيج للمشاركة في بطولة دولية بمشاركة فرنسا وكرواتيا واليابان. البطولة التي خاضها المغرب بعد فوزه على اليابان (3-2) وتعادلين (3-3 على كرواتيا و4-4 على فرنسا). ولعب عثمان ضد منتخب فرنسا فقط. وفي إطار الاستعدادات لكأس العرب 2023، أستدعي عثمان الإدريسي لمواجهة ودية مزدوجة أمام سلوفاكيا يومي 27 و29 مايو على ملعب محمد السادس.

### إحصائيات مفصلة

#### الدولية
الجدول التالي يرصد مباريات منتخب المغرب التي شارك فيها عثمان الإدريسي منذ 21 ديسمبر 2022 :
| #  | تاريخ          | مَدينة  | الخَصْم         | نَتيجة  | مُنافَسة                  | الأهداف | النادي             |
| -- | -------------- | ------ | ------------- | ------ | ----------------------- | ------- | ------------------ |
| 1  | 21 ديسمبر 2022 | سلا    | ليتوانيا      | 7 – 2  | مباراة ودية             | 0       | لوكوس القصر الكبير |
| 2  | 2 مارس 2023    | الرباط | العراق        | 2 – 2  | مباراة ودية             | 0       | لوكوس القصر الكبير |
| 3  | 7 مارس 2023    | الرباط | إستونيا       | 10 – 0 | مباراة ودية             | 2       | لوكوس القصر الكبير |
| 4  | 18 أبريل 2023  | سلا    | فرنسا         | 4 – 4  | بطولة المغرب            | 0       | لوكوس القصر الكبير |
| 5  | 27 مايو 2023   | سلا    | سلوفاكيا      | 3 – 0  | مباراة ودية             | 0       | لوكوس القصر الكبير |
| 6  | 29 مايو 2023   | سلا    | سلوفاكيا      | 3 – 0  | مباراة ودية             | 0       | لوكوس القصر الكبير |
| 7  | 7 أكتوبر 2023  | لابين  | تركيا للصالات | 5 – 1  | بطولة أسبوع كرة الصالات | 1       | لوكوس القصر الكبير |
| 8  | 8 أكتوبر 2023  | لابين  | تركيا للصالات | 9 – 0  | بطولة أسبوع كرة الصالات | 0       | لوكوس القصر الكبير |
| 9  | 18 ديسمبر 2023 | طشقند  | أوزبكستان     | 2 – 6  | مباراة ودية             | 0       | لوكوس القصر الكبير |
| 10 | 20 ديسمبر 2023 | طشقند  | أوزبكستان     | 1 – 2  | مباراة ودية             | 0       | لوكوس القصر الكبير |
| 11 | 1 فبراير 2024  | سلا    | إيطاليا       | 4 – 0  | مباراة ودية             | 1       | لوكوس القصر الكبير |
| 12 | 3 فبراير 2024  | سلا    | إيطاليا       | 3 – 2  | مباراة ودية             | 0       | لوكوس القصر الكبير |
| 13 | 6 فبراير 2024  | سلا    | صربيا         | 0 – 0  | مباراة ودية             | 0       | لوكوس القصر الكبير |
| 14 | 11 أبريل 2024  | الرباط | أنغولا        | 5 – 2  | الأمم الإفريقية         | 0       | لوكوس القصر الكبير |
| 15 | 13 أبريل 2024  | الرباط | غانا          | 8 – 3  | الأمم الإفريقية         | 0       | لوكوس القصر الكبير |
| 16 | 15 أبريل 2024  | الرباط | زامبيا        | 13 – 0 | الأمم الإفريقية         | 1       | لوكوس القصر الكبير |
| 17 | 19 أبريل 2024  | الرباط | ليبيا         | 6 – 0  | الأمم الإفريقية         | 0       | لوكوس القصر الكبير |
| 18 | 21 أبريل 2024  | الرباط | أنغولا        | 5 – 1  | الأمم الإفريقية         | 0       | لوكوس القصر الكبير |

| النتيجة: ف = فوز ت = تعادل خ = خسارة |

#### الإحصائيات حسب المنافسة
ويبين الجدول التالي إحصائيات عثمان الإدريسي في مختلف المسابقات الدولية التي شارك فيها :
| مسابقة                     | المباريات | الأهداف |
| -------------------------- | --------- | ------- |
| مباريات ودية دولية         | 10        | 3       |
| بطولة المغرب               | 1         | 0       |
| بطولة الأسبوع لكرة الصالات | 2         | 1       |
| كأس الأمم الأفريقية        | 4         | 1       |
| مجموع                      | 17        | 5       |

## الجوائز
| لوكوس القصر الكبير (2)                                                                                                 | منتخب المغرب (3) |
| --- | --- |
| - البطولة المغربية (1): - بطل: 2022 - الوصيف: 2023 - كأس المغرب (1): - الفائز: 2022. - المتأهل للتصفيات النهائية: 2023 | - كأس الأمم الأفريقية (1) - بطل: 2024 - بطولة الرباط الدولية (1): - الفائز: 2023. - البطولة الكرواتية الدولية (1) - الفائز: 2023 |

## روابط خارجية
- عثمان الإدريسي على موقع بيانات كرة القدم. دي إي (الألمانية)
- عثمان الإدريسي على موقع عالم كرة القدم.نت (الإنجليزية)